# Crestur
Crestur (węg. Apátkeresztúr) – wieś w Rumunii, w okręgu Bihor, w gminie Abrămuț. W 2011 roku liczyła 471
mieszkańców.